# Пхукет (місто)
Пхуке́т — місто на півдні Таїланду, на південному сході острова Пхукет, що на сході Андаманського моря. Адміністративний центр провінції Пхукет.
Населення міста становить 75 573 особи (2007).

## Географія
Місто розташоване в південно-східній частині острова Пхукет на березі Пхукетської затоки Андаманського моря. Відстань до столиці становить 850 км. Найближчі міста — Кату і Таланг, найближчий адміністративний центр — Пханг Нга (88 км).

### Клімат
Місто знаходиться у зоні, котра характеризується мусонним кліматом. Найтепліший місяць — квітень із середньою температурою 28.9 °C (84 °F). Найхолодніший місяць — січень, із середньою температурою 27.2 °С (81 °F).
| Клімат Пхукета          | Клімат Пхукета | Клімат Пхукета | Клімат Пхукета | Клімат Пхукета | Клімат Пхукета | Клімат Пхукета | Клімат Пхукета | Клімат Пхукета | Клімат Пхукета | Клімат Пхукета | Клімат Пхукета | Клімат Пхукета | Клімат Пхукета |
| Показник                | Січ.           | Лют.           | Бер.           | Квіт.          | Трав.          | Черв.          | Лип.           | Серп.          | Вер.           | Жовт.          | Лист.          | Груд.          | Рік            |
| Абсолютний максимум, °C | 37             | 36             | 36             | 37             | 37             | 37             | 36             | 37             | 32             | 36             | 33             | 37             | 37             |
| Середній максимум, °C   | 31             | 32             | 32             | 32             | 31             | 30             | 30             | 30             | 29             | 30             | 30             | 30             | 31             |
| Середня температура, °C | 27             | 27             | 28             | 28             | 28             | 28             | 27             | 28             | 27             | 27             | 27             | 27             | 27             |
| Середній мінімум, °C    | 22             | 23             | 23             | 25             | 25             | 25             | 25             | 25             | 24             | 24             | 23             | 23             | 24             |
| Абсолютний мінімум, °C  | 17             | 17             | 18             | 22             | 22             | 22             | 21             | 22             | 21             | 21             | 21             | 17             | 17             |
| Норма опадів, мм        | 30             | 30             | 30             | 160            | 340            | 210            | 260            | 260            | 410            | 300            | 200            | 50             | 2230           |
| Днів з опадами          | 6              | 4              | 8              | 11             | 18             | 18             | 19             | 19             | 21             | 23             | 16             | 10             | 173            |
| Вологість повітря, %    | 75             | 75             | 75             | 80             | 85             | 85             | 85             | 85             | 85             | 90             | 85             | 80             | 82.1           |
| ----------------------- | -------------- | -------------- | -------------- | -------------- | -------------- | -------------- | -------------- | -------------- | -------------- | -------------- | -------------- | -------------- | -------------- |
| Джерело: Weatherbase    |                |                |                |                |                |                |                |                |                |                |                |                |                |

## Історія
З 13 березня 2004 року став офіційно іменуватися Пхукет Сіті. В архітектурному плані місто має виразні риси португальського колоніального стилю, незважаючи на те, що колонією ніколи не був. Більшість населення міста складають китайці, головним міським святом вважається «Вегетаріанський фестиваль» який має коріння релігійного національного китайського свята. До визначних пам'яток міста можна віднести храм Пат Яв, що має більш 200-річну історію, зведений китайськими переселенцями на заході міста, присвячений богині Гуань Інь.

## Економіка

### Транспорт

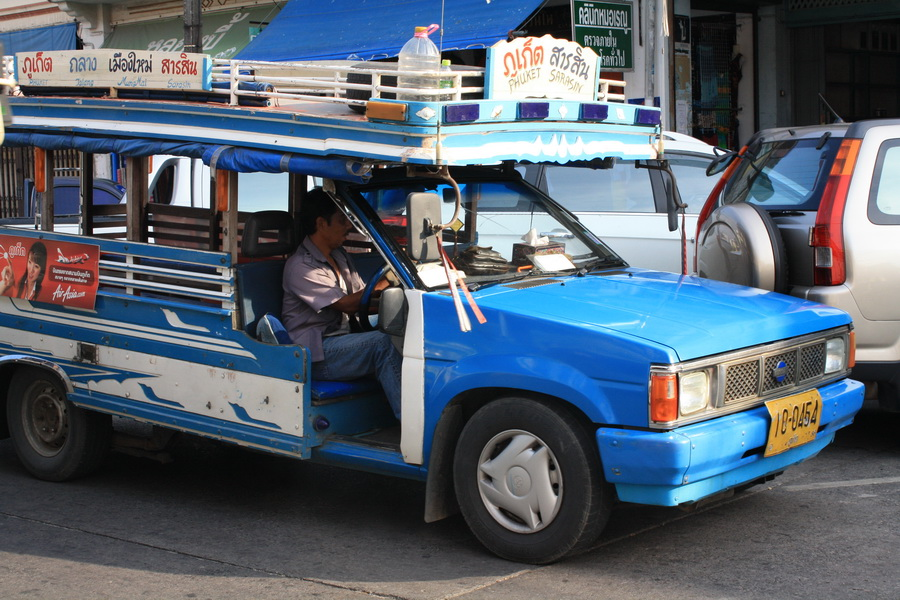
Міський автобус у Пхукет-тауні

У місті 2 автобусних термінали: головний і місцевий (локальний). Головний термінал знаходиться на вулиці Пханг Нга. Звідти можна дістатись до таких населених пунктів: Бангкок, Такуапа, Транг, Као Лак, Курабурі, Ранонг, Чумпхон , Крабі, Сатун, Сунгіколок, Паталонг, Хатйай, Сонгкхла, Паттані, Наратіват, Колок, Сураттані, а також до островів Ланта, Самуї і Панган.
Автобуси бувають 1 і 2 класу. Автобуси першого класу роблять зупинки тільки у великих населених пунктах. Вони обладнані кондиціонерами і телевізорами. Пасажирам видають сухий пайок і воду, на далеких маршрутах передбачена зупинка на обід, включений у вартість квитка. В автобусах 1 класу деяких компаній є VIP-місця. Вони знаходяться на першому поверсі 2-поверхового автобуса і відрізняються наявністю окремого телевізора, м'яких диванів і столиків. Автобуси 2 класу роблять багато зупинок, тому їдуть повільніше. Кондиціонера в них найчастіше не буває (залежно від транспортної компанії).
Від місцевого автобусного терміналу ходять відкриті автобуси (зроблені з вантажівок) у межах острова за маршрутами:
- Пхукет-таун — Патонг
- Пхукет-таун — Ката — Карон
- Пхукет-таун — Рава — Найхарн
- Пхукет-таун — міст Сарацин
- Пхукет-таун — мис Панва — Пхукетський Акваріум
- Пхукет-таун — ТЦ Central Festival — ТЦ Big C — Кату
- Пхукет-таун — Калонг

У Пхукет-тауні діють 2 міських автобусних маршрути (номер 1 і 2), обидва починаються від головного автобусного терміналу, карти маршрутів розвішано по всьому місту.
За 32 кілометри на північ від міста (40 хв. автотранспортом) розташований єдиний на острові аеропорт — Міжнародний аеропорт Пхукет.

## Пам'ятки

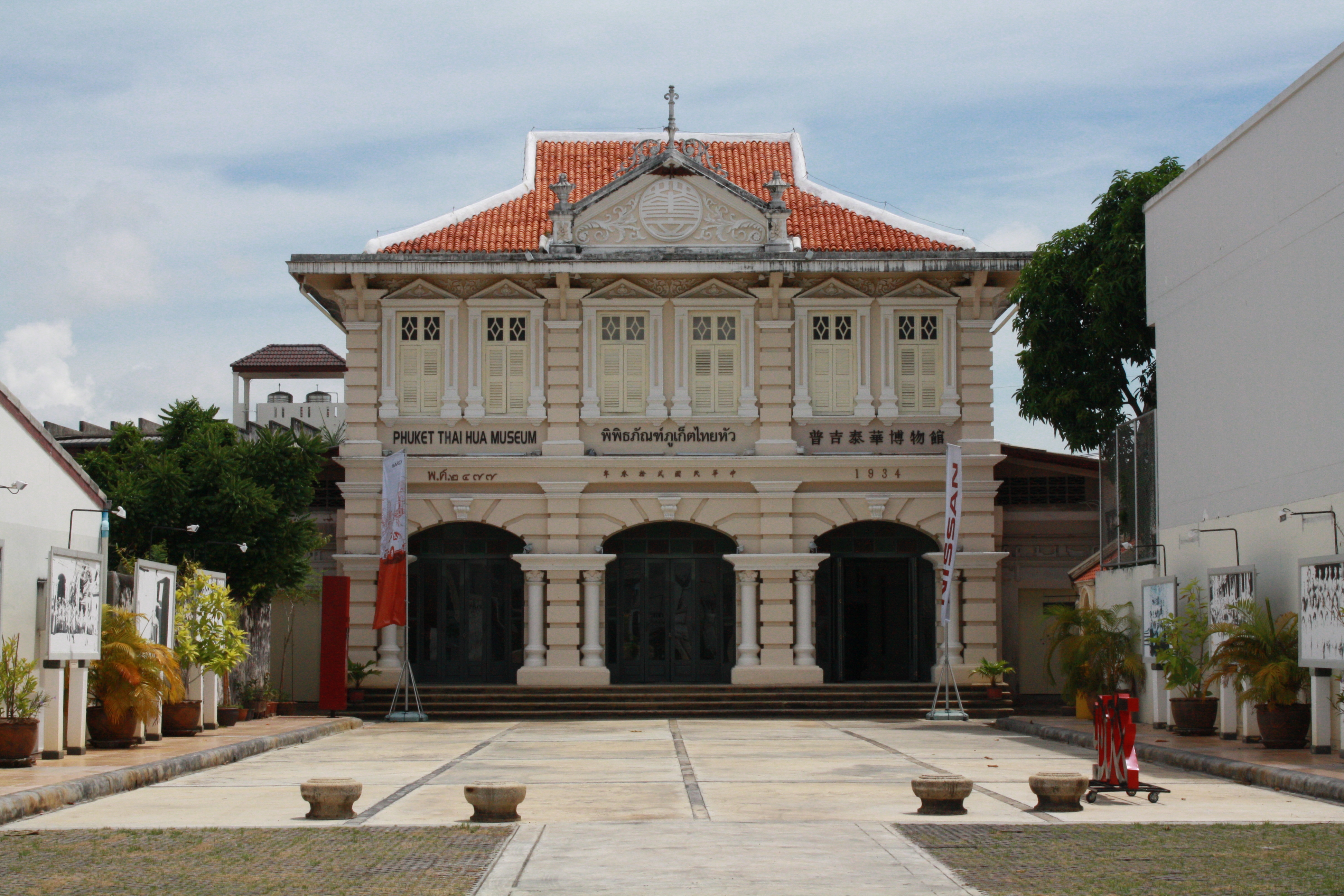
Музей китайського побуту в будівлі колишньої китайської школи.

- Музей китайського побуту (Thai Hua School) знаходиться за адресою вулиця Крабі, д. 28 в будівлі першої китайської школи на острові. Вона була призначена для дітей китайських емігрантів. Навесні 2010 року в особняку ще проходив ремонт, тут планується відкрити музей, присвячений життю китайських емігрантів — видобувачів олова.
- Музей філателії — розташований в старій будівлі пошти на вулиці Монтре. Складається з двох невеликих залів. У першому виставлені стенди тайською мовою, присвячені різноманітним громадським подіям. У другому — телеграфне обладнання різних років. Жодної марки в музеї немає. Вхід безкоштовний.
- Музей Пхукету знаходиться на вулиці Розсада в одній з будівель готелю «Таворн» і займає весь перший поверх, включаючи лобі. У ньому зібрані найрізноманітніші предмети кінця XIX і початку XX століть, такі як: величезний кінопроєктор, керамічна підставка під голову для курців опіуму, шматок олов'яної руди, що служив талісманом китайським морякам, і багато іншого. Вхід до музею платний, на травень 2010 р його вартість становила 30 бат.
- Готель Він-Он — один з найстаріших, а зараз і найдешевших, готелів Пхукет-Тауна. Особливу популярність придбав завдяки фільму «Пляж», який знімався саме там, у кімнаті 37.
- Міська Адміністрація — будівля, побудована в 1907-1913 рр. будівельною компанією Тонгка на гроші одного з власників олов'яних шахт. В обмін на будівництво Адміністрації губернатор Ко Сим Бі зробив йому поступки при оформленні ділянки землі в центрі Пхукет-Тауна на вулиці Монтре, навпроти будівлі пошти. Будівля 2-поверхова, обидва поверхи по периметру оточують криті галереї, в які виходять численні двері. За початковим проєктом дверей було 99, вікон не було зовсім, але пізніше будівля була частково перебудовано і вікна з'явилися. Офіційне відкриття відбулося в 1917 р під час другого візиту на острів короля Рами VI. Там досі розміщується міська Адміністрація.

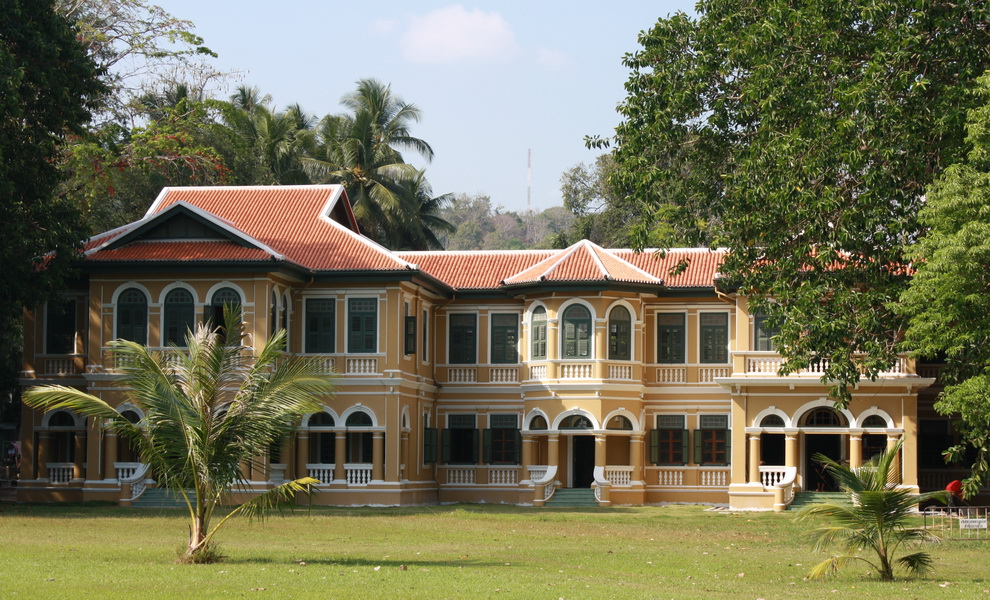
Особняк родини Чинпрача, побудований в 1930 р в Пхукет-тауні, Таїланд. На сьогоднішній день сім'ї не належить.

- Будинок Чинпрача — двоповерховий китайський особняк 1907 року, що належить сімейству Чинпрача. Знаходиться на вулиці Крабі. На першому поверсі відкрито музей китайського побуту, вхід платний (на весну 2010 року вартість становила 150 бат). На сусідній ділянці стоїть особняк 1930 року, який раніше також належав цій родині. Зараз у ньому розташована школа кулінарного мистецтва, іноді будівля здається під проведення різних заходів (весіль, бенкетів).
- Сої Романі — провулок, що з'єднує вулиці Дібук і Таланг неподалік від монастиря Монгколніміт. Особливу популярність отримав наприкінці XIX століття, коли наказом губернатора туди були відселені всі портові повії. Зараз являє собою мальовничу вузьку вуличку, що складається з хостелів, кафе, магазинів, розрахованих виключно на туристів.

### Китайські храми (даосизм)
- Храм Сан Чао Саєнг Тхам

Інакше Тенг Конг Тонг, або Сінг Джіа Конг. Китайський храм, побудований Луанг Амнат Нарараком (Тан Куад) в 1889–1891 рр. на честь сім'ї Тан. Храм побудований в фудзяньському стилі і присвячений Пхра Онг Сун Таї Саї, але в ньому також поклоняються і іншим божествам. Розташований на вулиці Пханг Нга.
- Храм Джуї Туї Тао Бо Кенг

Спочатку цей китайський храм знаходився на вулиці Ранонг, але був перенесений внаслідок пожежі. Місцеві жителі перемістив Хео Хау (священний вогонь) в храм Пуд Джор. Під час вегетаріанського фестивалю полум'я було заново освячено в бетелевому саду посусідству з Пуд Джор. Пізніше власник саду пожертвував землю на будівництво храму Джуї Туї Тао Бо Кенг. Храм був побудований силами парафіян, які молилися в ньому, просячи здоров'я.
- Храм Пуд Джор

Побудований у вісімдесяті роки XIX століття на честь богині Куан Їм (Ті Гуанінь), але також є місцем поклоніння іншим богам: Пхра Пхо Тхісат Куан Їм і Чао Пхо Суї. Тут моляться про захист від демонів і просять послати удачу.
- 'Храм Банг Ніау' 

Також відомий як храм підстави Тхеп Расі. Присвячений Пхра Тіан Ху Нгуа Соу (Лао ла). Зберігся практично без змін з моменту спорудження в 1934 році. Його стіни розписані ілюстраціями на сюжети китайської літератури і зображують тварин, які, якщо вірити китайським традиціям, приносять удачу.
- Храм Пор Тор Конг

Також має назву Сенг Тек Б'ю Куан Їм Таї Сеу. Розташований на вулиці Та Куа Тунг. Тут моляться про здоров'я. Щорічно в сьомому місяці за китайським або в дев'ятому з тайського календарем в храмі проводиться фестиваль, присвячений шануванню предків.
  
- Храм Кію Тхаїн Кенг

Храм побудований в 1996 році на честь богині Кию Тхаїн Хіан Лю, щоб захистити місто від нещасть. Вважається, що саме завдяки захисту цієї богині місто Пхукет практично не постраждав під час цунамі 2004 року.

### Тайські храми (хінаяна)

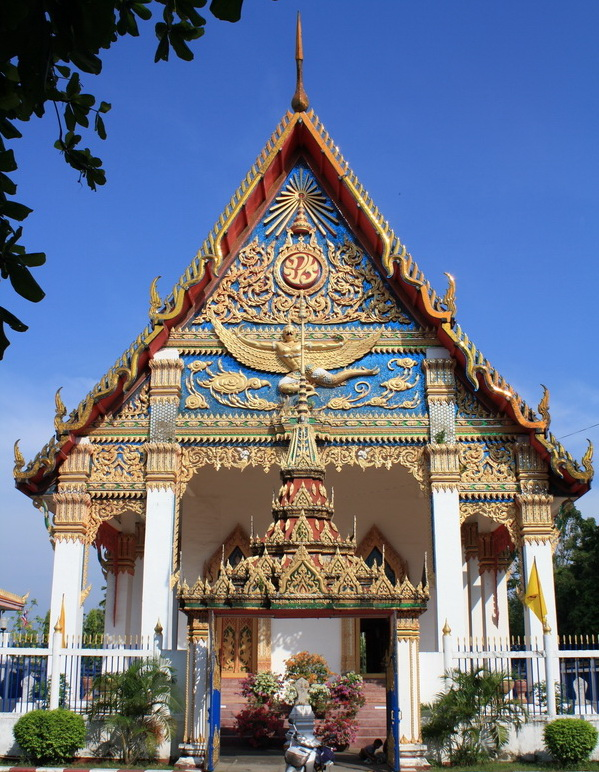
Монастир Монгколніміт в Пхукет-тауні, Таїланд

- Ват Монгколніміт — найбільший тайський монастир в місті, центр релігійного життя тайського населення. На його території знаходиться школа.

## Парки
- Као Ранг — один з двох міських пагорбів (західний), на вершині якого знаходиться оглядовий майданчик з видом на Пхукет-таун і південно-східну частину острова. На вершину ведуть 3 вузькі звивисті дороги. На одній з них (вулиця Као Ранг) знаходиться тайський буддійський храм, в якому на узвишші встановлена велика статую сидячого Будди. На вершині пагорба — фітнес-парк, пам'ятник Ко Сим Бі, 2 магазини, 2 кафе з відкритими терасами.
- Сапан Хін — міський парк, що знаходиться на однойменному мисі, неподалік від рибальського порту. Там розташовані: центр захисту мангрових лісів, китайський храм, монумент, присвячений 60-річчю першого драги, яку привіз на Пхукет австралієць Едвард Томас Майлс, пам'ятник «батькові Тайського Королівського Військового Флоту» Кром Лаунг Чумпхон Удомсаку, спортивний та IT освітній центри. По святах на Сапан Хіні встановлюють сцену і відкривається ярмарок.
- Парк Рами IX — досить великий для Таїланду міський парк, на території якого знаходяться кілька ставків, що представляють із себе затоплення олов'яні розробки. Улюблене місце відпочинку пхукетських школярів.